# Andrea Tich
Andrea Tich (Augusta, ...) è un cantautore italiano.

## Biografia
Proveniente da una famiglia cosmopolita — il padre originario di Fiume, la madre di Francoforte, la nonna ungherese e gli zii britannici — trascorse l'infanzia ad Augusta. Nel 1977 si trasferì a Milano, dove l'anno successivo fece il suo esordio discografico con l'album Masturbati, prodotto da Claudio Rocchi e pubblicato dall'etichetta Cramps.
Nel corso della sua carriera ha preso parte a numerosi festival e concerti, tra cui il Festival di Re Nudo a Zerbo (Milano) con la formazione Una tazza piena di diamanti, l'Aprilia Festival di Musica d'Avanguardia e di Nuove Tendenze con il gruppo Bazaar e il 1º Festival Rock di nuove tendenze nella città di Nettuno.

## Discografia

### Album in studio
- 1978 – Masturbati (Cramps, 5205 701)
- 1991 – Milano città nella città (Tamm Record)
- 1995 – Tequila e marijuana (BTF-VM2000)
- 2008 – Le strane canzoni (Talete Edizioni)
- 2010 – Siamo nati vegetali (Snowdonia Dischi)
- 2014 – Una cometa di sangue (Snowdonia Dischi/Interbeat)
- 2018 – Parlerò dentro te (I Dischi Di Plastica)
- 2021 - Storia di Tich (ZdB) (con la Magister Espresso Orchestra)

### Singoli
- 1982 – Sono Tich/Brutto affare (Polydor, 2060 260)
- 2010 - Fe' (D:vision Records) (con B-Fonic e Ana Flora)

### Collaborazioni
- 1987 – Mefistofunk Maurizio Marsico (voce)
- 1992 – Sun in the ice sampler (con il brano "parco sempione")
- 1993 – Pioggia nel deserto 2 (con i brani "natura morta con chitarra e frutta" 3 "musica leggera")
- 1994 – Il sole visto dal cielo (chitarre)
- 1994 – Sonora itinerari oltre il suono (con il brano "baby snaks")
- 1995 – Tropicana dance compilation (con il brano "Tequila e marijuana")
- 1995 – Club energy compilation (con il brano "Tequila e marijuana ganja club remix")
- 1996 – Radure Cibernautica (con il brano "Tranceiberian")
- 2003 – The composer's cut (con i brani "Light my firebird" e "A penguin is a penguin")
- 2007 – Pedra Mendalza Film e disco di Claudio Rocchi (con il brano "troppa felicità")
- 2009 – Singita compilation (arrangiamento del brano "sex machine")
- 2018 - Maledette Rockstar dei Maisie (arrangiamenti e composizione di alcune canzoni)
- 2019 - A Perfect Cut in the Vacuum di Paolo Tarsi (voce nel brano A.I. e realizza due mix: "Kunstliche Intelligenz" e "A.I.Tich MIX")

## Tournée
- 1976 – Re Nudo - Zerbo (Milano) - con la formazione “una tazza piena di diamanti”
- 1972 - Aprilia Festival di Musica d'Avanguardia e di Nuove Tendenze - Città di Nettuno - con la formazione “Bazaar”
- 1971 - 1º Festival Rock di nuove tendenze - con la formazione “Bazaar”
- 2008 - Pontedera - Museo Piaggio (in duo con Claudio Panarello)
- 2010 - Bologna - "il Buco" - Marina di Massa - Tagofest
- 2011 - Milano - Medionauta video & musica
- 2012 - Augusta - Concerto in Piazza Mercato (con Claudio Panarello e Francesco Lombardo)
- 2013 - Bassano del Grappa - Palazzo Bonaguro / Milano - Le Scimmie
- 2014 - Milano - MACAO (con Diego Pascal Panarello e Sergio Tringali)
- 2015 - Milano - Naviglio Piccolo ex Zelig / Viareggio - Galleria d’Arte Moderna e Contemporanea “Lorenzo Viani”
- 2016 - Asti - Al Diavolo Rosso / Lovere (BG) al Lucignolo / Milano - La Casa di Alex (Claudio Rocchi Tribute) / Milano Legend Club Z-Fest / Pistoia - Caffè La Corte / Recanati - Circolo La Serra
- 2018 - Pesaro - Plastica Festival / Bassano del Grappa - Palazzo Bonaguro / Fano - Circolo Artigiana (con Paolo Tarsi) / Firenze - Volume "acustico live" / Genova - Museo del mare (con Paolo Tarsi) / Lugano - Buskers Festival / Milano al Cicco Simonetta / Roma - Poppyficio / Torino al Rubber Soul / Vicenza al Nuovo Bar Astra / Vittoria (RG) al Demodé
- 2019 - Camposanto (Modena) - Fermata 23 / Firenze - RiEN21 (acustico live) / Firenze - al Volume / Genova - Disco Club / Milano al Gattò / Milano - Medionauta / Vicenza - Bar Astra
- 2020 - Milano - OUT OFF